# Ботегино ди Цока (Болоња)
Ботегино ди Цока је насеље у Италији у округу Болоња, региону Емилија-Ромања.
Према процени из 2011. у насељу је живело 395 становника. Насеље се налази на надморској висини од 120 м.